# Tronchetto
Tronchetto (también conocida como Isola nuova, que significa "Isla nueva") es una isla artificial en la Laguna de Venecia, al norte de Italia, situada en el extremo occidental de la principal isla de Venecia. 
La isla fue creada en la década de 1960 y ahora se utiliza como aparcamiento para los turistas que no pueden traer sus vehículos a la ciudad.
La empresa Il People Mover di Venezia conecta Tronchetto con el Piazzale Roma, la estación principal de autobuses de Venecia, que se encuentra Jjunto al centro de la ciudad.

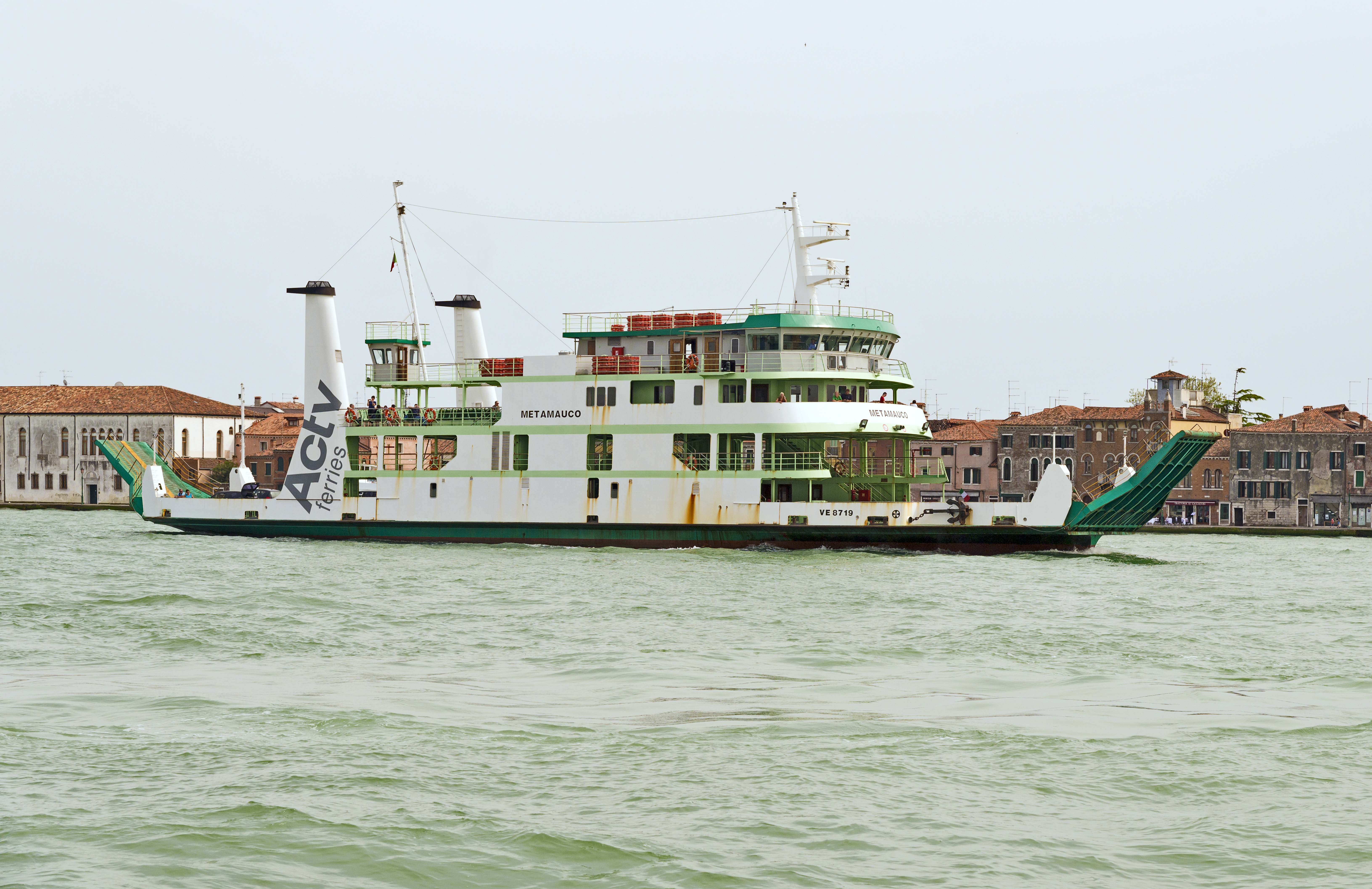
Ferry desde Tronchetto al Lido de Venecia.